# Laos
Laos, oficjalnie Laotańska Republika Ludowo-Demokratyczna (Lao, Sathalanalat Paxathipatai Paxaxôn Lao) – państwo w Azji Południowo-Wschodniej, na Półwyspie Indochińskim. Stolicą jest Wientian (700 tys. mieszkańców), główna rzeka Mekong. Na północy Laos graniczy z Mjanmą i Chinami, na wschodzie z Wietnamem, na południu z Kambodżą, a na zachodzie z Tajlandią. Laos jest państwem socjalistycznym.

## Geografia
Laos znajduje się na Półwyspie Indochińskim w południowo-wschodniej Azji. Jest jedynym państwem regionu pozbawionym dostępu do morza. Od północy graniczy z Chinami, od wschodu z Wietnamem, od południa z Kambodżą i Tajlandią, od zachodu z Mjanmą. Jest prawie w całości porośnięty lasem. Na północy kraju rozciągają się liczne wyżyny i góry. Najwyższym szczytem jest Phou Bia (2817 m n.p.m.). Na północnym wschodzie tereny wyżynne przechodzą w Równinę Dzbanów (fr. Plaine Des Jarres), czyli romboidalnego kształtu obszar żyznych ziem zarzucony wielkimi, kamiennymi urnami grzebalnymi datowanymi na tysiące lat wstecz. Na południu rozciąga się wąski pas lądu opadającego ku płaskowyżowi Bolovens. W czasach kolonialnych rozciągały się tu liczne plantacje kawy i francuskie ośrodki wypoczynkowe. Rzeka Mekong w znacznej części jest rzeką graniczną z Tajlandią.
W Laosie panuje klimat monsunowy – od końca maja do końca października trwa pora gwałtownych deszczów tropikalnych, zaś od grudnia do kwietnia pora sucha z wysokimi temperaturami. Krótka wiosna i jesień wypełniają czas pomiędzy tymi dwiema porami.

## Historia
W VII–I w. p.n.e. zasiedlony przez napływową ludność z południowych Chin. Wraz z rozwojem rolnictwa (wcześniej Laotańczycy zajmowali się głównie myślistwem i zbieractwem) pojawiły się pierwsze księstwa laotańskie, a więc Sikhottabong i Candapuri. Laos stał się celem ekspansji sąsiednich państw. W II wieku n.e. kraj znalazł się pod wpływami hinduistycznego imperium Czampa, a część środkowego Laosu weszła w skład państwa Funan. Na przełomie VII i VIII wieku, na skutek ekspansji mońskiego królestwa Dwarawati, Laos przyjął buddyzm. W kolejnych latach umocniły się wpływy Tajów. W roku 1353 Laotańczycy zrzucają władzę tajskiego królestwa Ayutthaya i zakładają własne zjednoczone państwo Lan Czang. Po śmierci króla Setthathiratha II Lan Czang zostaje w 1707 roku podzielony na 3 królestwa: Vientiane, Champasak i Luang Prabang. Viang Chan zostaje podbite przez Tajlandię w roku 1828, zaś Champassak i Luang Prabang znalazły się od 1893 roku pod protektoratem francuskim. W czasie II wojny światowej Indochiny Francuskie były okupowane przez Cesarstwo Wielkiej Japonii (choć formalnie pozostawał pod administracją Państwa Francuskiego).
W 1945 roku w chwili upadku potęgi Japonii powstał antykolonialny ruch wyzwoleńczy Lao Issara. Lao Issara w październiku 1945 roku ogłosił niepodległość kraju i powołał rząd. W 1946 Francja wysłała do Laosu wojska i opanowała sytuację w kraju. W 1949 roku Francja nadała Laosowi formalną niezależność w ramach Unii Francuskiej. Spowodowało to rozłam w szeregach podziemnej Lao Issara, w ramach którego powstał partyzancki Pathet Lao, a jeden z liderów Lao Issara, książę Tiao Souphanouvong, przedostał się do Demokratycznej Republiki Wietnamu, gdzie trwała I wojna indochińska i nawiązał współpracę z tamtejszymi niepodległościowcami z Việt Minhu. Souphanouvong został mianowany liderem Pathet Lao i jego politycznego skrzydła. Oddziały partyzanckie Pathet Lao przy pomocy Việt Minhu zajęły część obszarów państwa. W 1953 roku Francja nadała Laosowi formalną niepodległość i wycofała się z kraju,co zostało potwierdzone na konferencji genewskiej rok później.

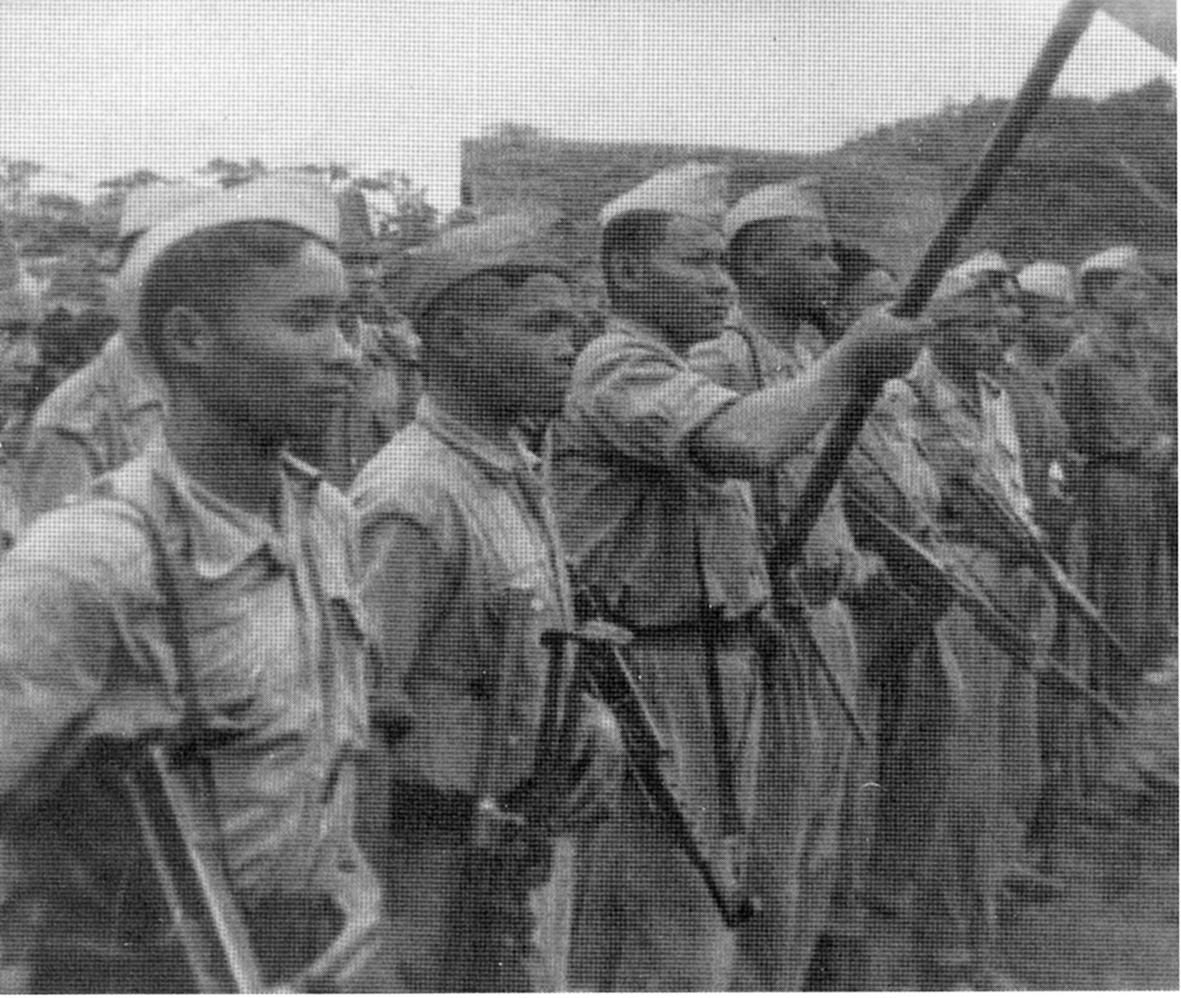
Oddział Pathet Lao

Od lat 50. na sile przybrały starcia między Pathet Lao a rządem Królestwa Laosu, co zaowocowało wybuchem długoletniej wojny domowej (konflikt laotański). W 1957 Pathet Lao przekazało rządowi królewskiemu kontrolę nad zajmowanym terenem w zamian za teki ministerialne dla dwóch przedstawicieli ruchu. Jednym z nowych ministrów został książę Souphanouvong. Przeprowadzone rok później wybory umocniły wpływy ruchu. Na skutek interwencji Amerykanów rząd został zmuszony do ustąpienia, a pomoc amerykańska dla króla została zawieszona. Amerykanie zastąpili dotychczasowy rząd, rządem konserwatystów, który przystąpił do zbrojnej kampanii przeciwko Pathet Lao. W sierpniu 1960 roku Kong Le dokonał udanego zamachu stanu w Wientianie i wezwał wszystkie obce wojska – przede wszystkim Amerykanów – do opuszczenia kraju, Pathet Lao udzieliła mu swego poparcia. Po zdławieniu puczu przez wojska prorządowe Kong Le i siły Pathet Lao, osłaniane przez siły północnowietnamskie wycofały się na północ. Osłabiony rząd Laosu zyskał sobie przychylność USA, które pomiędzy 1962 a 1971 roku dostarczyły władzom Laosu około 500 milionów USD pomocy wojskowej, nie licząc kosztów wyposażenia i wyszkolenia oddziałów paramilitarnych i nieregularnych zwalczających Pathet Lao.
Pod koniec lat 60. wojska Pathet Lao odnosiły kolejne sukcesy militarne, rozbijając oddziały królewskie wspierane przez armie amerykańską i tajską. W 1973 roku, po upadku prawicowego rządu, doszło do zawarcia koalicji rządowej przez Pathet Lao i neutralistów, czyli zwolenników generała Konga Le. Pełne zwycięstwo Pathet Lao w 1975 roku umożliwiło zwycięstwo sił komunistycznych w wojnie wietnamskiej – wietnamscy komuniści wsparli Pathet Lao, co przyczyniło się do zakończenia w grudniu 1975 roku okresu długoletniej wojny domowej, likwidacji monarchii i utworzenia Laotańskiej Republiki Ludowo–Demokratycznej. Na czele republiki jako prezydent stanął książę Souphanouvong. Prezydent poparty został przez Laotańską Partię Ludowo-Rewolucyjną, która stała się partią rządzącą. Souphanouvong zawarł z socjalistycznym Wietnamem sojusz militarny, który pozwolił wojskom wietnamskim na stacjonowanie w kraju do 1988 roku – miało to na celu pomóc rządowi Laosu w likwidacji niedobitków wspieranej przez Amerykanów partyzantki Hmongów. Laotańska Republika Ludowo–Demokratyczna prowadziła politykę ścisłego sojuszu ze Socjalistyczną Republiką Wietnamu. W 1977 roku podpisano porozumienie o przyjaźni i współpracy gospodarczej, wojskowej i kulturalnej. W tym samym roku rząd w Wientianie podjął decyzję o bombardowaniu baz partyzantów, złożonych głównie z dążących do utworzenia własnego państwa członków plemienia Hmong, wspieranych w czasie wojny indochińskiej przez CIA. Jednocześnie począwszy od 1975 nasilił się eksodus ludności cywilnej Laosu, w tym dużej części członków plemienia Hmongów i inteligencji będącej przeciwnikami nowego rządu.
Od 1986 roku po rezygnacji prezydenta Souphauvonga rządy w państwie przejął były dowódca oddziałów wojskowych Pathet Lao, premier Kaysone Phomvihan. Rozpoczęto przywracanie mechanizmów rynkowych w gospodarce, znormalizowano stosunki z ChRL i Tajlandią. W ideologii państwowej wprowadzono odwołania do buddyzmu. Rozluźniono stosunki z Wietnamem – w 1988 wycofano z Laosu ostatnich 50 tys. żołnierzy wietnamskich. W 1992 roku po śmierci prezydenta Phomvihane rządy przejął prezydent Khamtai Siphandon, liberalizując gospodarkę, likwidując w znacznym stopniu kontrolę rządzącej partii nad gospodarką i otwierając zamkniętą do tej pory granicę z Tajlandią w rezultacie czego do kraju powróciło kilka tysięcy uchodźców.

## Ustrój polityczny
Jedyną legalną partią polityczną jest Laotańska Partia Ludowo-Rewolucyjna. Głową państwa jest prezydent wybierany przez parlament na pięcioletnią kadencję. Szefem rządu jest premier wybierany przez prezydenta za aprobatą parlamentu. Laos jest republiką z jednoizbowym parlamentem – Sapha Heng Xat (Zgromadzenie Narodowe) liczącym 109 deputowanych wybieranych w wyborach powszechnych na 5-letnią kadencję. Zgodnie z konstytucją z 1991 roku Zgromadzenie Narodowe liczyło 85 deputowanych. W roku 1997 na wniosek prezydenta liczba miejsc wzrosła do 99, a w lutym 2002 roku do 109. Władza wykonawcza należy do rządu powoływanego przez prezydenta.

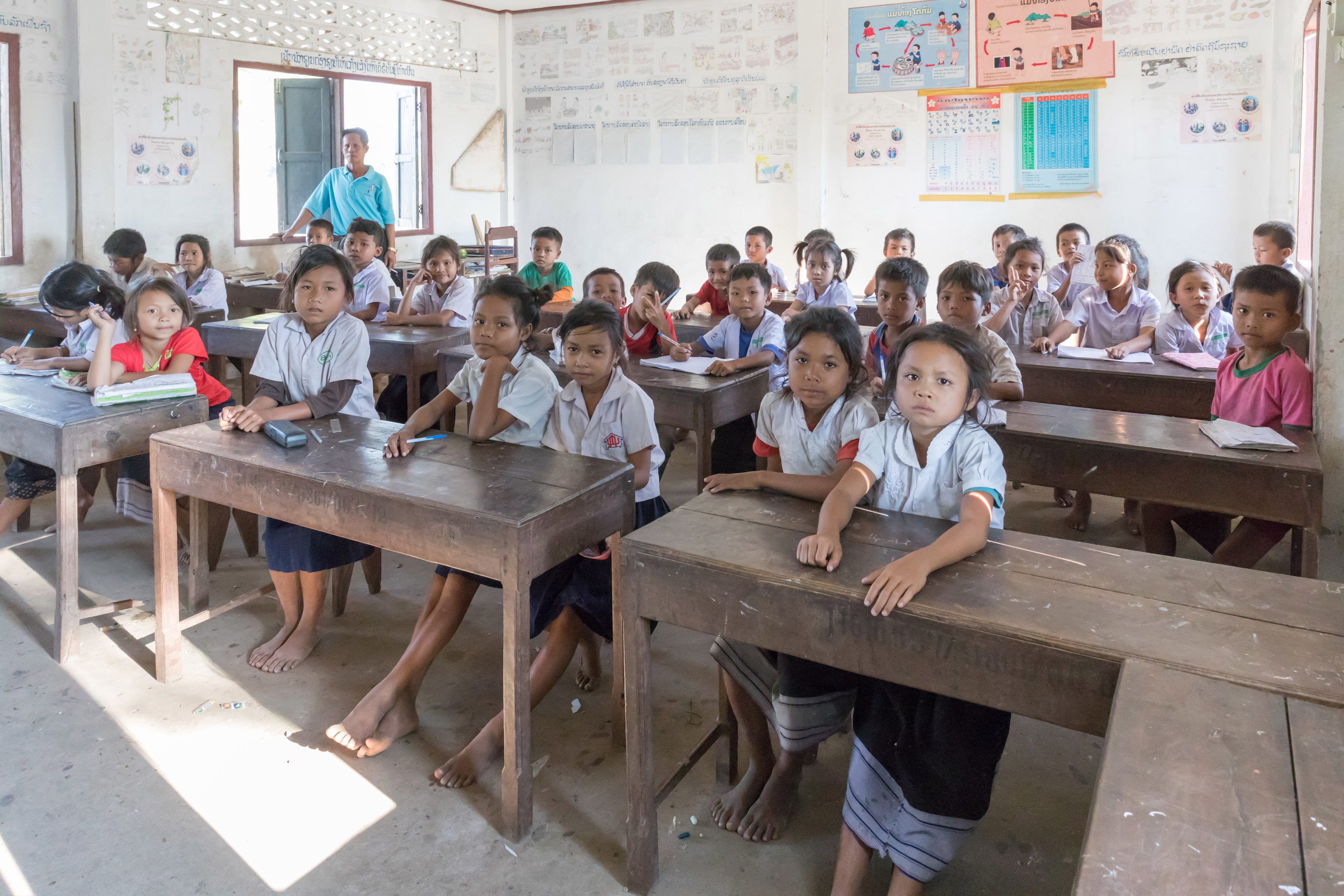
Sala lekcyjna z dziećmi w szkole podstawowej Don Puay (Si Phan Don), Laos

## Gospodarka
Laos jest krajem rozwijającym się. 80% ludności zatrudnia się w rolnictwie, które dostarcza 49% PKB. W lasach prowadzi się wyrąb drzewa tekowego, hebanu, palisandru i drzew różanych. Przemysł jest słabo rozwinięty. Zwiększa się poziom sektora usług. Od 1989 roku rozwija się turystyka. W 2015 roku kraj ten odwiedziło 3,543 mln turystów (12% więcej niż w roku poprzednim), generując dla niego przychody na poziomie 679 mln dolarów.

### Emisja gazów cieplarnianych
Emisja równoważnika dwutlenku węgla z Laosu wyniosła w 1990 roku 7,705 Mt, z czego tylko 0,215 Mt stanowił dwutlenek węgla. W przeliczeniu na mieszkańca emisja wyniosła wówczas 50 kg dwutlenku węgla, a w przeliczeniu na 1 dolar PKB 30 kg. Emisje metanu odpowiadają za przytłaczającą większość emisji, a do pierwszej dekady XXI w. włącznie emisje podtlenku azotu przewyższały emisje dwutlenku węgla. Emisja dwutlenku węgla prawie cały czas rosła, zwłaszcza w XXI w. Wzrost emisji dwutlenku węgla nastąpił w prawie wszystkich grupach źródeł, przy czym o ile na początku lat 90. XX w. dominowała emisja z transportu, o tyle z czasem jej udział spadł, na rzecz emisji przemysłowych. W 2018 emisja dwutlenku węgla pochodzenia kopalnego wyniosła 3,613 Mt, a w przeliczeniu na mieszkańca 519 kg i w przeliczeniu na 1 dolar PKB 77 kg.

## Demografia

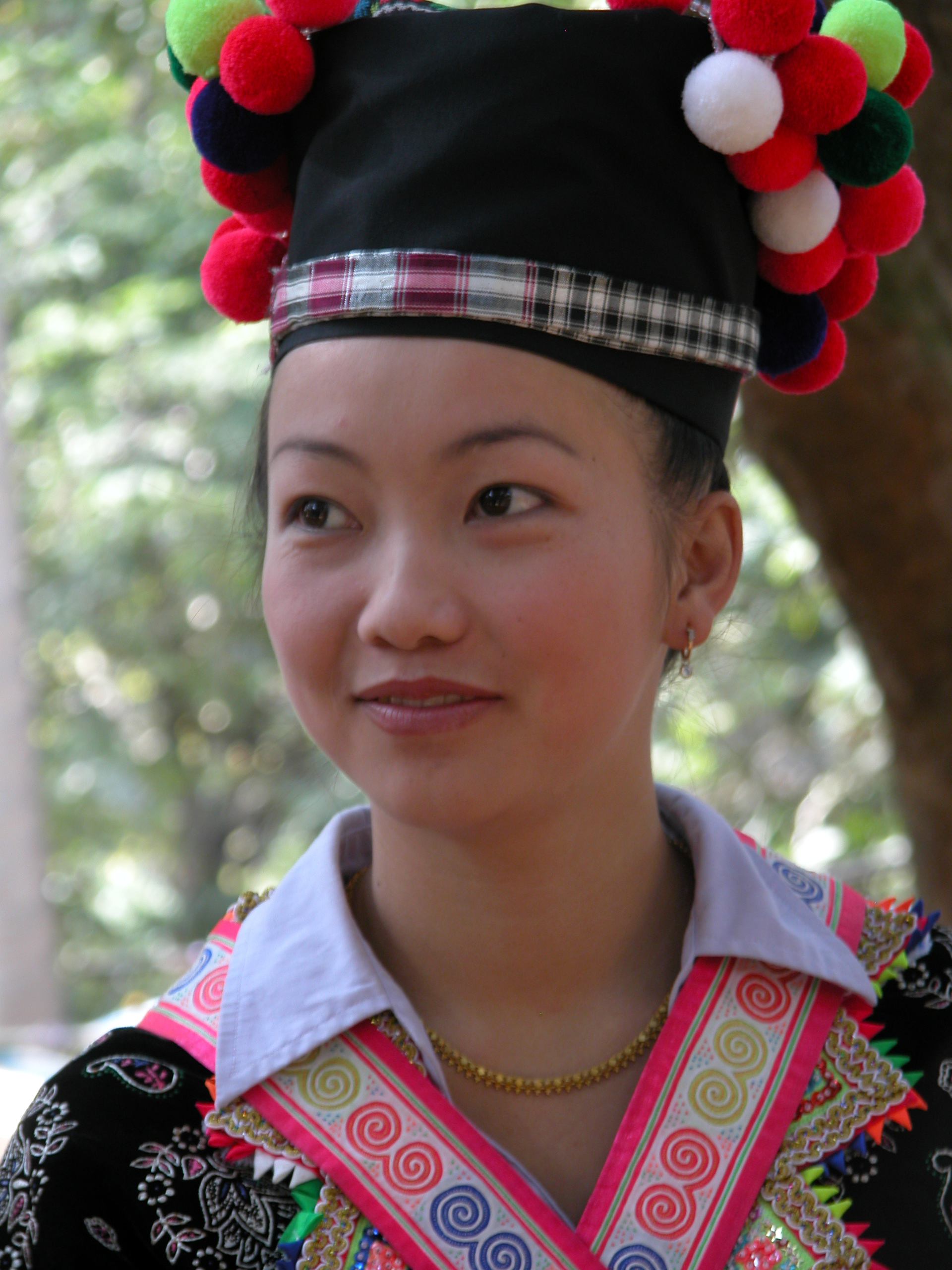
Luang Prabang, młoda kobieta podczas festiwalu Hmong.

Skład demograficzny nie jest jasny, jako że rząd dzieli ludność na trzy grupy zależnie od wysokości, na jakich żyją, niezależnie od ich pochodzenia etnicznego, na Laotańczyków nizinnych (Lao Loum), wyżynnych (Lao Theung) i górskich (Lao Soung). Spośród 6,5 miliona ludzi mieszkających w Laosie większość żyje w dolinie Mekongu i jego dopływach. Gęstość zaludnienia wynosi 28 osób/km², a najgęściej zaludnionym obszarem jest Prefektura Wientian. 69% populacji to Laotańczycy, którzy należą do tajskiej grupy językowej i zasiedlili ten obszar, przybywając z Chin w pierwszym tysiącleciu n.e. Laotańczycy to głównie mieszkańcy nizin. 22% ludności to mniejszości wywodzące się z językowej grupy mon-khmer, takie jak Khmu, Lamet i Lua. Razem z mniejszymi populacjami Katang, Katu, Alak, Makong i Brau tworzą grupę Lao Theung. W wyżynnych regionach kraju żyją mniejszości narodowe, takie jak Hmong (Miao), Mien (Yao), Shan i kilka grup należących do tybetańsko-birmańskiej grupy językowej.

## Religia
Struktura religijna kraju w 2021 roku według World Christian Database:
- buddyzm – 53,5%,
- tradycyjne religie etniczne – 41,6%,
- chrześcijaństwo – 2,8%:
  - ewangelikalizm – 2%
  - katolicyzm – 0,7%
- brak religii – 1,1%
- bahaizm – 0,25%
- islam – 0,11%
- hinduizm – 0,08%
- inne religie – 0,55%.

## Podział administracyjny
Laos dzieli się na szesnaście prowincji (ແຂວງ, khouèng) i jedną prefekturę (ນະຄອນຫລວງ, kampheng nakhon):
1. Attapu
2. Bokéo
3. Bolikhamxai
4. Champassak
5. Houaphan
6. Khammouan
7. Louang Namtha
8. Luang Prabang
9. Oudômxai
10. Phôngsali
11. Saravane
12. Savannakhét
13. Wientian (prefektura)
14. Wientian (prowincja)
15. Xaignabouli
16. Xékong
17. Xieng Khouang

## Siły zbrojne
Laos dysponuje trzema rodzajami sił zbrojnych: wojskami lądowymi, marynarką wojenną oraz siłami powietrznymi. Uzbrojenie sił lądowych Laosu składało się w 2014 roku m.in. z 55 czołgów, 195 opancerzonych pojazdów bojowych oraz 149 zestawów artylerii holowanej, a marynarka wojenna dysponowała 20 okrętami obrony przybrzeża. Laotańskie siły powietrzne z kolei posiadały w 2014 roku uzbrojenie w postaci m.in. 12 samolotów transportowych oraz 11 śmigłowców. Wojska laotańskie w 2014 roku liczyły 30 tys. żołnierzy zawodowych oraz 100 tys. rezerwistów. Według rankingu Global Firepower (2014) laotańskie siły zbrojne stanowią 102. siłę militarną na świecie, z rocznym budżetem na cele obronne w wysokości 18,5 mln dolarów (USD).